# Time of Death
Time of Death es el décimo cuarto episodio de la segunda temporada y trigésimo séptimo episodio a lo largo de la serie estadounidense de drama y ciencia ficción, Arrow. El episodio fue escrito por Wendy Mericle y Beth Schwartz dirigido por Nick Copus y fue estrenado el 26 de febrero de 2014.
Oliver suma a Sara al equipo. Mientras ve cómo Oliver y Diggle entrenan con Sara y hablan de viejas cicatrices, Felicity comienza a sentirse excluida. El equipo investiga a William Tockman, también conocido como Clock King. Tockman es un ladrón brillante armado con tecnología que puede abrir cualquier bóveda de cualquier banco en la ciudad de Starling. Después de que Clock King se infiltra en los sistemas informáticos de la guarida, Felicity se siente presionada para demostrar su valía y cuando consigue una pista sobre el paradero de Tockman, se dirige a ella sin el equipo, poniéndose en peligro. Mientras tanto, Oliver organiza una fiesta de bienvenida para Sara, pero Laurel se niega a asistir. Después de Quentin hace lo propio para una cena familiar, Laurel cede, pero cuando Oliver se presenta con Sara, pierde el control.

## Elenco
- Stephen Amell como Oliver Queen.
- Katie Cassidy como Dinah Laurel Lance.
- David Ramsey como John Diggle.
- Willa Holland como Thea Queen.
- Emily Bett Rickards como Felicity Smoak.
- Colton Haynes como Roy Harper.
- Manu Bennett como Slade Wilson.
- Susanna Thompson como Moira Queen.
- Paul Blackthorne como el oficial Quentin Lance.

## Continuidad
- El episodio marca la primera aparición de William Tockman.

- Tockman se convierte en el primer villano en no enfrentarse a Arrow directamente.

- Se revela que Tockman trabajaba para Industrias Kord y que padece el síndrome de MacGregor.

- Industrias Kord es una compañía ficticia del Universo DC, fundada y dirigida hasta su muerte por Ted Kord.

- Ted Kord es un personaje ficticio de dicho universo, más conocido como la segunda persona en tomar el nombre del súper héroe Blue Beetle.

- El síndrome de MacGregor es una enfermedad ficticia que padecía Alfred Pennyworth en la película de 1997, Batman y Robin.

- También se revela que Dinah enseña Historia griega y medieval en la universidad de Ciudad Central y tiene novio.
- Este episodio revela que Sara conoció al padre de Sin en Lian Yu, quien le pidió cuidar de ella.
- Sara y Laurel se reconcilian.
- Laurel asiste a una sesión de Alcohólicos Anónimos.
- Oliver descubre que Slade está vivo.

## Banda sonora[3]
| N.º | Intérprete        | Título       | Álbum              |
| --- | ----------------- | ------------ | ------------------ |
| 1   | The Civil Wars    | Dust to Dust | The Civil Wars     |
| 2   | JD Samson & MEN   | Make Him Pay | MEN                |
| 3   | Olivia Broadfield | Say          | This Beautiful War |

## Desarrollo

### Producción
La producción de este episodio comenzó el 2 de diciembre y terminó el 10 de diciembre de 2013.

### Filmación
El episodio fue filmado del 11 de diciembre al 20 de diciembre de 2013.

### Casting
El 11 de diciembre, fue confirmado que Robert Knepper fue contratado para interpretar a William Tockman, un brillante criminal que planea sus crímenes con la máxima precisión, por lo que es apodado "Clock King".

## Recepción

### Recepción de la crítica
Jesse Schedeen de IGN calificó al episodio como grandioso y le dio un puntuación de 8.7, comentando: "Time of Death" fue sin duda un episodio de movimiento lento en términos de avance para los conflictos más grandes de la temporada 2. Pero entre un sólido debut para Clock King y un poco de drama, sorprendentemente efectivo, que involucró a la familia Lance, es difícil quejarse mucho. Y la aparición de último minuto de Slade Wilson en la mansión Queen, sugiere que no pasará mucho tiempo antes de que las cosas comiencen a calentarse realmente en Starling City".

### Recepción del público
En Estados Unidos, Time of Death fue visto por 2.45 millones de espectadores, recibiendo 0.9 millones de espectadores entre los 18 y 49 años, de acuerdo con Nielsen Media Research.